# Kongedage i København
Kongedage i København er en dansk dokumentarisk optagelse fra 1948.

## Handling
Den 89-årige svenske Kong Gustav 5. ankommer til Københavns Hovedbanegård og modtages af Kong Frederik 9., Dronning Ingrid og Dronning Alexandrine. Kareten kører fra Hovedbanegården til Amalienborg, hvor menneskemængden står tæt for at hilse på de to konger. Anledningen til besøget er Kong Frederiks 49 års fødselsdag. Livgarden trækker op, og skolebørn fejrer majestæten foran slottet, mens gaver bliver leveret ved døren. Kongefamilien hilser fra balkonen, og kongen taler til folket, hvor han takker for deres tillid.